# الصوم الصغير
الصوم الصغير أو صوم الميلاد أحد فترات الصيام في الديانة المسيحية، تحضيراً لعيد الميلاد،
 توجد في الكنيسة الأرثوذكسية والكاثوليكية، مدة هذا الصوم أربعين يوماً.

يعود هذا الصوم تاريخياً إلى القرن الرابع أو الخامس الميلادي 
يبدأ الصوم الميلادي في الخامس عشر من نوفمبر حتى الرابع والعشرين من ديسمبر كل عام حسب التقويم اليولياني فيما يكون في السادس والعشرين من نوفمبر إذا كانت السنة كبيسة أو في الخامس والعشرين منه في السنة الاعتيادية حتى السادس من يناير 